# Eston Mulenga
Eston Mulenga (ur. 7 sierpnia 1967 w Lusace, zm. 27 kwietnia 1993 u wybrzeży Gabonu) – zambijski piłkarz grający na pozycji obrońcy lub pomocnika. Zginął w katastrofie lotniczej u wybrzeży Gabonu.
Mulenga profesjonalną karierę rozpoczął w stołecznym klubie Green Buffaloes FC Grał w nim do końca 1989 roku, a od początku następnego reprezentował Nkana FC. W drużynie narodowej występował co najmniej od 1988 roku. Uczestniczył w Igrzyskach Olimpijskich w Seulu oraz w Pucharze Narodów Afryki 1990 i 1992.